# Joel Sirkes
Joel Sirkes, zwany BaCH (ur. 1565 w Lublinie, zm. 1641 na Kazimierzu) – talmudysta, znawca prawa halachicznego, w latach 1618–1640 rabin kazimierskiej gminy żydowskiej i rektor krakowskiej jesziwy. Wcześniej pełnił posługę rabinacką w Bełzie, Prużanie, Łukowie, Szydłowie oraz Brześciu Litewskim.
Ojciec Joela, Samuel był rabinem w Lublinie. W wieku 14 lat, Joel zaczął pobierać nauki u Naftali Zvi Hirsch Schor, następnie w jesziwie rabina Febusa w Brześciu Litewskim. W 1619 roku zamieszkał w Krakowie, gdzie poślubił Bellę, córkę Abrahama ze Lwowa i został mianowany Av Bet Din w Krakowie i powierzono mu kierowanie jesziwą. Wielu jego uczniów zostało czołowymi rabinami w Polsce, z których najsłynniejszymi byli jego zięć Dawid ben Samuel ha-Levi oraz Gerszon Aszkenazy i Menachem Mendel Krochmal.
W latach 1631–1639 wydał swoje najsłynniejsze dzieło – „Beit Chadasz” (z hebr. Nowy Dom, od akronimu nazwy dzieła wziął się jego przydomek – BaCH), który był wszechstronnym i obszernym komentarzem do kodeksu prawa talmudycznego „Arba Turim” Jakuba ben Aszera.
Joel Sirkes został pochowany na cmentarzu Remuh przy  ulicy Szerokiej, gdzie znajduje się jego nagrobek wykonany po zakończeniu II wojny światowej. Starszy, pochodzący z XIX wieku stoi w tym samym rzędzie, tylko cztery miejsca dalej.